# Мачико Кјо
Мачико Кјо (јап. 京マチ子) била је јапанска глумица, рођена 25. марта 1924. године у Осаки (Јапан).

## Биографија
Мачико Кјо је најпре била играчица у једном клубу Осаке пре него је снимила свој први филм 1949. за компанију Даије. У наредној години је за Акиро Куросава играла у филму „Рашомон“ жртву силовања „Масако“. Њена убедљива презентација ју је претворила у звезду преко ноћи и фаталну жену јапанске кинематографије коју називају „Мерлин Монро Јапана“. Следеће године је сарађивала са режисером Кенџи Мизогучијем што је био један од њених следећих успеха да би у року од следећих 10 година снимила 40 филмова у које можемо убројити и америчку комедију са Марлоном Брандом за коју су добили Златни глобус. Она је 1970. године напустила своју успешну каријеру у којој је радила са највећим јапанским режисерима тога времена.